# Laboratório Farmacêutico da Marinha

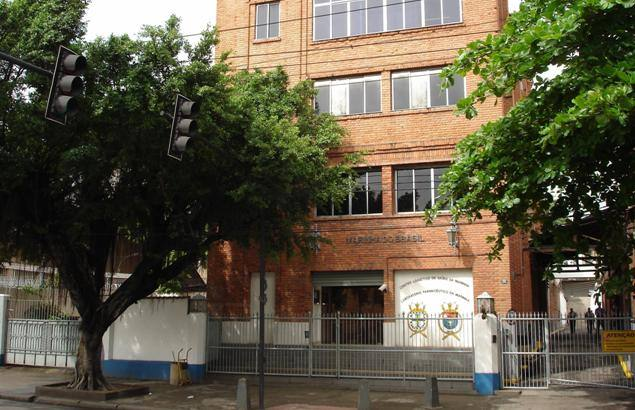
Fachada do Laboratório Farmacêutico da Marinha, Rio de Janeiro, Brasil.

O Laboratório Farmacêutico da Marinha (LFM), é uma Organização Militar da Marinha do Brasil. Foi fundado em 1906 como "Laboratório Pharmacêutico da Marinha e Gabinete de Análise", passou a se chamar Laboratório Farmacêutico da Marinha apenas em 1926.

## Histórico
O LFM tem suas origens com a chegada da Família Real Portuguesa ao Brasil em 1808. A primeira denominação foi Botica Militar, criada ainda em 1808. Posteriormente, passou a operar anexada ao Hospital Militar e da Marinha em 1840.
No dia 14 de novembro de 1906 foi criada o Laboratório Pharmacêutico da Marinha e Gabinete de Análise, com sua sede no Rio de Janeiro.
Em 29 de julho de 1926, a nomenclatura foi alterada para Laboratório de Material Sanitário Naval, posteriormente modificada, para Laboratório Farmacêutico Naval em 1934. Em 1958, passou a funcionar com o nome Laboratório Farmacêutico da Marinha, com a confirmação de suas atividades regulamentadas em 1979. Na década seguinte, a sua regulamentação foi revogada pela Portaria Ministerial n° 0437, de 13 de junho de 1989, passando a ter a sua organização e atividades estruturadas pelo Regulamento aprovado pela Portaria n° 0027, de 22 de junho de 1989.
Em mais uma década, a sua regulamentação foi outra vez revogada, pela Portaria n° 0387, de 18 de setembro de 1998, do Chefe de Estado-Maior da Armada (CEMA). Com a publicação da Portaria Ministerial n° 227, de 15 de setembro de 1998, passou à subordinação do Centro Logístico de Saúde da Marinha (CLSM), quando suas atividades foram novamente autorizadas em 30 de setembro de 1998. Suas atividades estão atualmente regulamentadas desde 11 de julho de 2008. Em 2013, tornou-se a primeira instituição farmacêutica militar a ser convertida em Instituição Científica e Tecnológica.

## Funções
Suas atribuições resumem-se a:
- I - adquirir matéria-prima para a produção das especialidades farmacêuticas sob sua responsabilidade;
- II - fabricar, armazenar, distribuir, importar, exportar e transportar produtos farmacêuticos destinados às Organizações Militares da Marinha e outros Órgãos Públicos do Brasil ou do exterior;
- III - propor à DSM o estabelecimento de linha de produção de especialidades farmacêuticas;
- IV - acompanhar o progresso científico e tecnológico industrial, no que se relacionar com as especialidades farmacêuticas produzidas e passíveis de serem produzidas;
- V - executar a perícia dos insumos utilizados na sua atividade industrial, seus produtos em processo e terminados, por meio de controle de qualidade físicoquímico e bacteriológico;
- VI - executar atividades de pesquisa, desenvolvimento , serviços tecnológicos e e inovação, relacionados às ciências farmacêuticas, de interesse da MB;
- VII - estabelecer parcerias com instituições públicas e privadas dos setores industrial, universitário e técnico-científico nas atividades de ciência, tecnologia e inovação, relacionadas às ciências farmacêuticas, de interesse da MB;
- VIII - desenvolver a nacionalização de itens, relacionados às ciências farmacêuticas, de interesse da MB, e
- IX - emitir pareceres sobre assuntos técnicos de sua alçada, no âmbito da MB. §1º O LFM, sem prejuízo de suas funções essenciais, poderá realizar serviços especializados para as demais OM da MB e para entidades Extra-Marinha, do Brasil ou do exterior, de acordo com a legislação em vigor. §2º O LFM poderá comercializar o excedente de produção para os demais Órgãos dos Governos Federal, Estadual e Municipal e entidades sem fins lucrativos